# Lamette/Canta sempre
Lamette è un brano della cantante italiana Donatella Rettore, pubblicato come singolo in formato 45 giri nel 1982 su etichetta Ariston Records, e contenuto nell'album Kamikaze Rock 'n' Roll Suicide, uscito nello stesso anno.

## Il singolo

### Composizione, tematica e successo
Scritto dalla Rettore con la collaborazione del compagno Claudio Rego, si tratta di un brano punk rock che tratta, con lo stile ironico e dissacrante tipico della cantautrice, il tema del suicidio, argomento principale che caratterizza l'intero LP ispirato alla cultura giapponese antica e moderna e incentrato sull'idea del suicidio per onore, in giapponese chiamato harakiri. 
Il singolo fu un grande successo, raggiungendo la 6ª posizione della top 10 e fu il 44º singolo più venduto in Italia nel 1982.

### Altre versioni
Una versione live del brano è inclusa nell'album Concert/Il concerto, pubblicata nel 2001. La canzone è stata inclusa poi nella raccolta Magnifica, uscita nel 2006.
La Rettore ha suonato il brano anche nel megashow Amiche per l'Abruzzo, un concerto svoltosi a Milano nel 2009 e organizzato da Laura Pausini e Fiorella Mannoia, il cui ricavato è stato dato in beneficenza alle persone colpite dal terremoto dell'Aquila di quello stesso anno. 

### Cover
Durante il Festival di Sanremo 2024, il brano Lamette è stato interpretato da La Sad in duetto con la stessa Rettore nella serata dedicata alle cover, venendo poi inserito nel secondo album in studio del gruppo Odio La Sad.

### 45 giri
Sul Lato B è presente il brano intitolato Canta sempre, anch'esso scritto dalla coppia Rettore/Rego e presente sempre nell'album. 
Il 45 giri fu distribuito anche in Germania su etichetta Ultraphone con numero di catalogo 6.13535.

## Tracce
1. Lato A: Lamette - 2:48 (Rettore/Rego)
2. Lato B: Canta sempre - 3:23 (Rettore/Rego)

## Crediti
- Donatella Rettore: voce, testi
- Claudio Rego: musiche, missaggio, batteria, percussioni, cori
- Pinuccio Pirazzoli: missaggio, chitarre, cori
- Paolo Steffan: missaggio, basso elettrico, chitarre, cori
- Gigi Cappellotto, Paolo Steffan: basso elettrico
- Gaetano Leandro, Pinuccio Pirazzoli: pianoforte, tastiere
- Lele Melotti: batteria
- Maurizio Preti: percussioni
- Kim e Trutz dei Kim & The Cadillacs: cori

## Classifiche

### Lamette
| Classifica (1982) | Posizione massima |
| ----------------- | ----------------- |
| Italia            | 6                 |

### Classifiche di fine anno
| Classifica (1982) | Posizione |
| ----------------- | --------- |
| Italia            | 46        |